# Mitla
Mitla – miasto założone około 500 r. przez Zapoteków w pobliżu Monte Albán, na Wyżynie Meksykańskiej w stanie Oaxaca w Meksyku. 
Największy rozwój tego miasta datowany jest na czas, w którym opustoszało miasto Monte Albán, czyli od około 700–900 r. Do chwili obecnej przetrwało 5 grup budynków. Są to: Grupa Przykościelna, Grupa Kolumnowa, Grupa Adobe, Grupa nad Strumieniem i Grupa Południowa. Pozostałością sztuki Mezoamerykańskiej są ruiny pałacu zbudowanego przez Zapoteków (Grupa Kolumnowa). Jego zabudowania zostały umieszczone na niewysokich platformach zlokalizowanych wokół trzech połączonych ze sobą kwadratowych dziedzińców. Na platformy prowadzą szerokie schody. Ściany otaczające dziedzińce ozdobione są meandrem z kawałków kamienia. Geometryczne ornamenty zdobiły także zewnętrzne i wewnętrzne ściany pałacu. Wykonane w trzech poziomych pasach o różnych typach zdobienia (meandry, romby, zygzaki, plecionki). Ornamenty te składają się z tysięcy dokładnie obrobionych kamiennych sztabek. Zdobienia te są charakterystyczne dla pałacu Mitli. Zabudowanie mieszkalne zlokalizowano przy najmniejszym placu, plac środkowy otoczony jest pomieszczeniami pełniącymi funkcję reprezentacyjną. Przestrzeń została uzyskana przez wykorzystanie kolumn dla podparcia drewnianego stropu.
Grupa Przykościelna pełniła funkcję sakralną. Pod zabudowaniami znaleziono krypty w kształcie krzyża. Ściany krypt ozdobione są freskami przedstawiającymi sceny kultowe. Najprawdopodobniej zostały wykonane przez Misteków. Połączone ze sobą krypty tworzyły podziemny labirynt.
Mitla nie została opuszczona, jak Monte Albán, ale była prawdopodobnie zamieszkana przez Zapoteków i Misteków. Świadczą o tym nie spotykane gdzie indziej zdobienia geometryczne i freski.
W X wieku rozpoczął się upadek Mitli. Pod koniec XV wieku Mitla została zdobyta przez Azteków. W okresie kolonialnym, na jednej z platform Grupy Przykościelnej zbudowano kościół św. Piotra (San Pedro).
W 2010 roku ruiny Mitli wpisano na listę światowego dziedzictwa UNESCO.

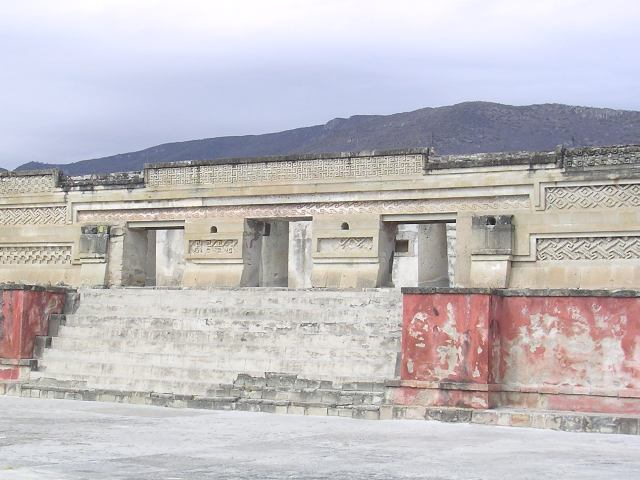
Ruiny pałacu
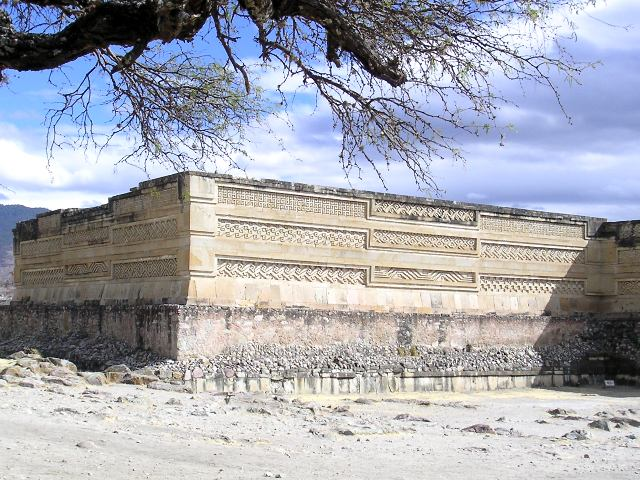
Pałac z Grupy Kolumnowej
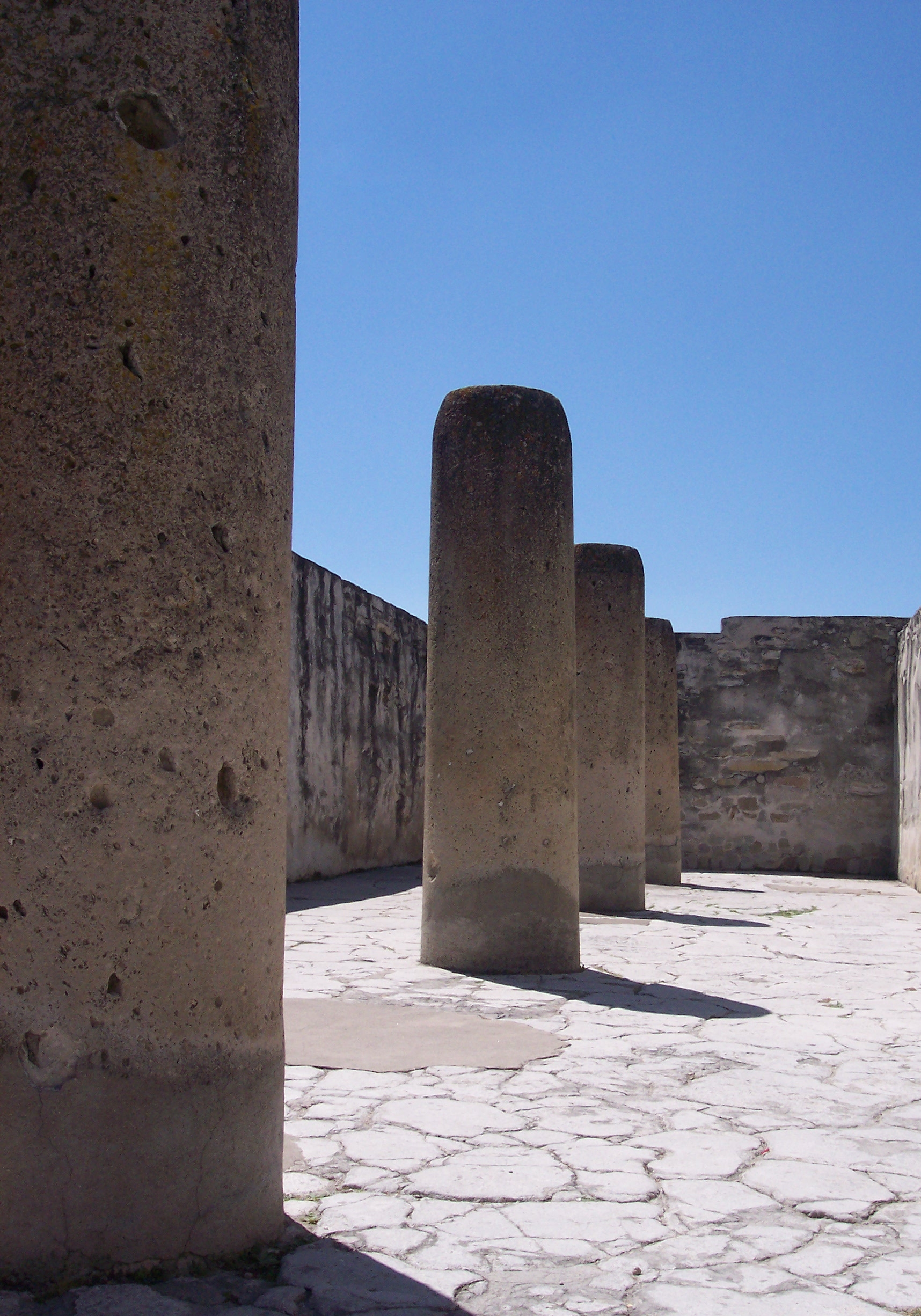
Kolumny w pałacy z Grupy Kolumnowej
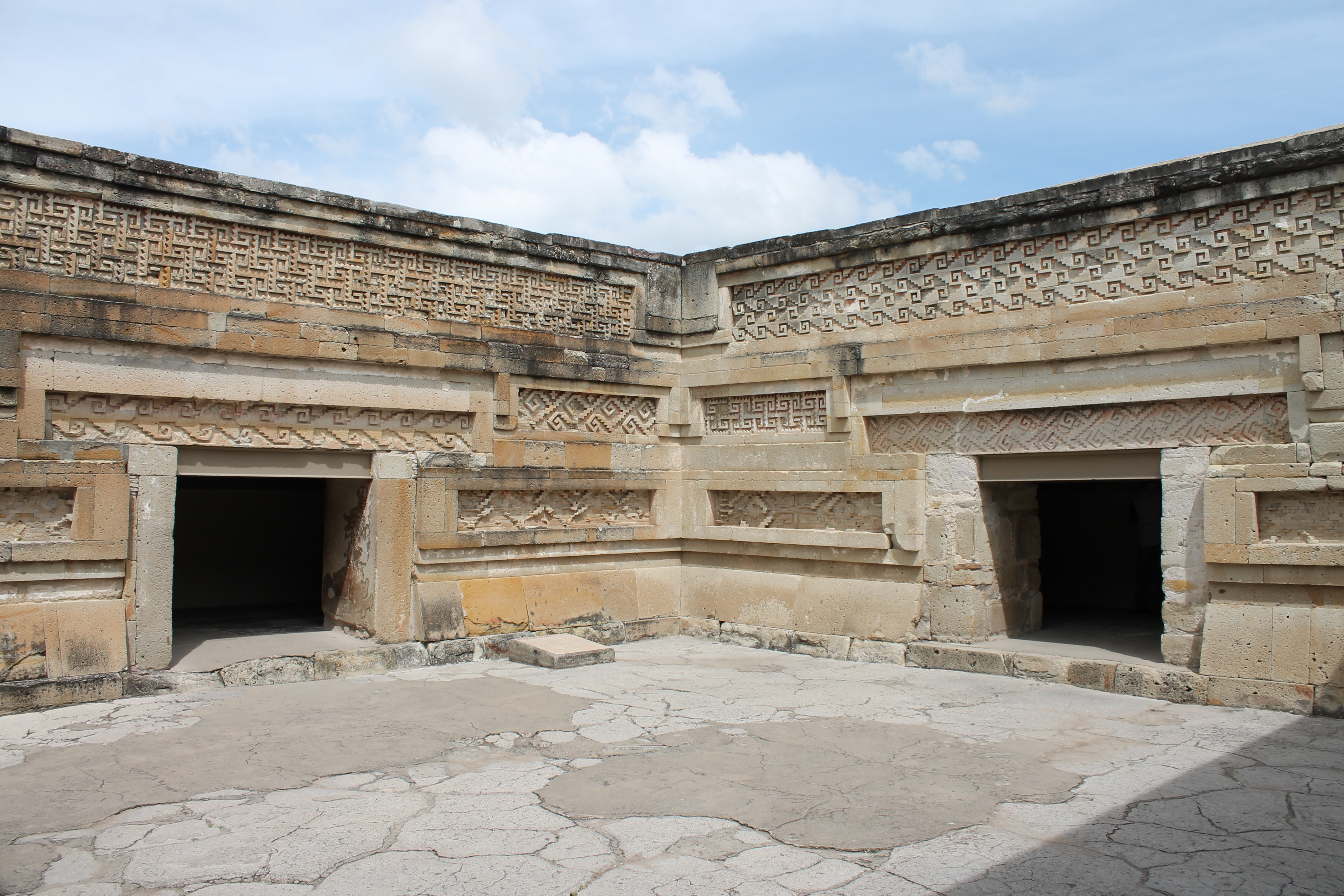
Patio w pałacu
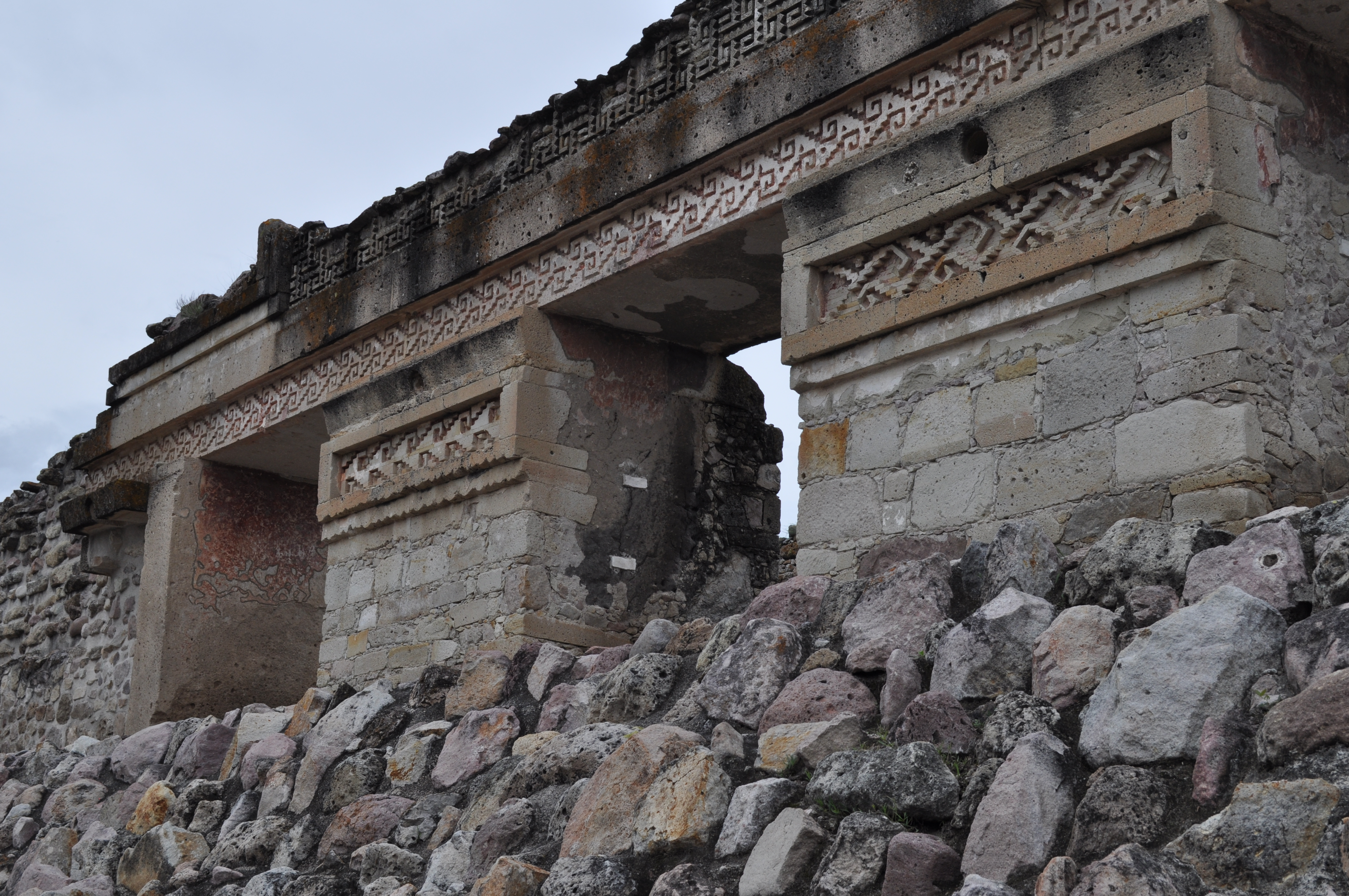
Ruiny pałacu
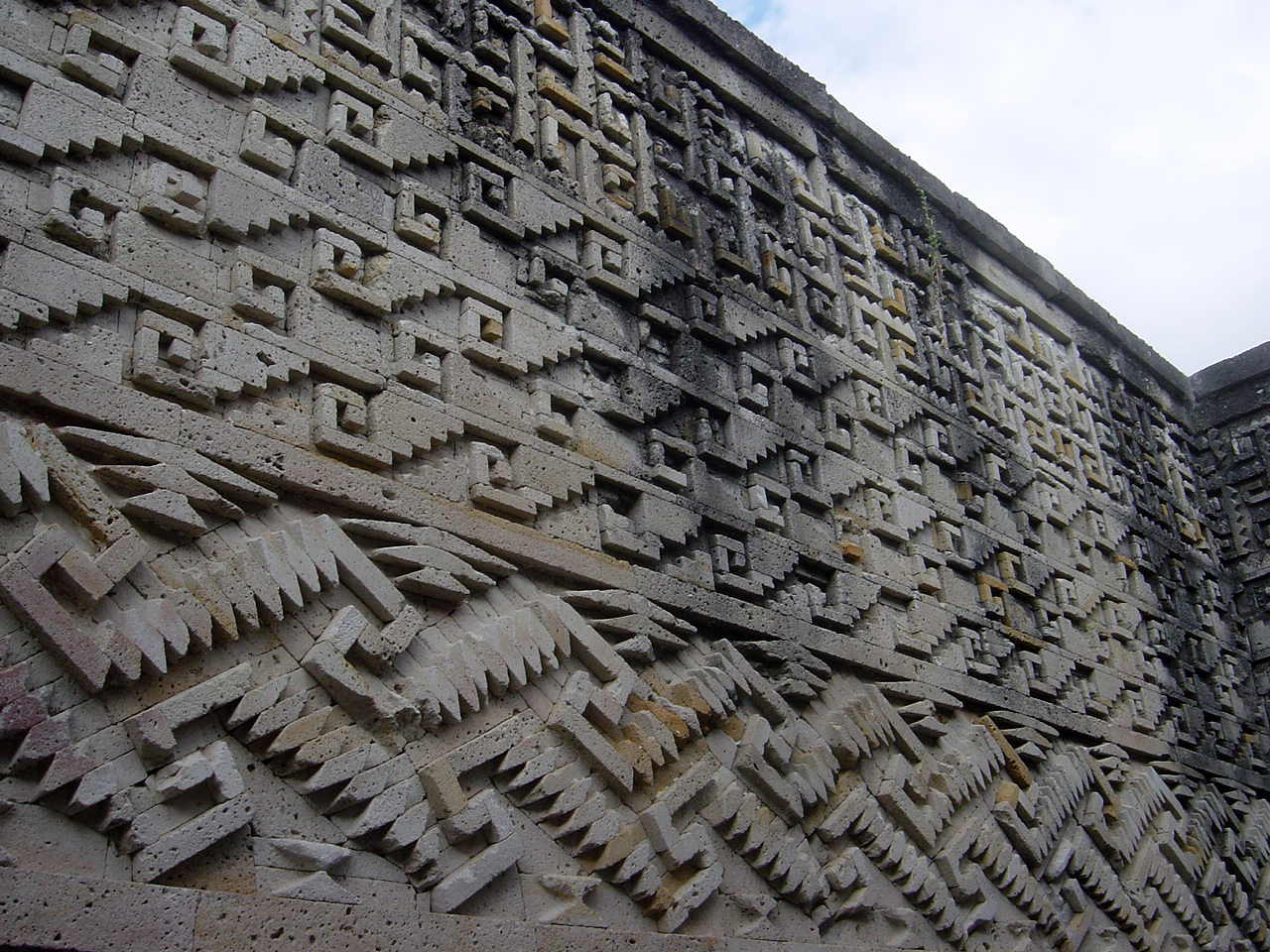
Zdobienia ścian pałacu
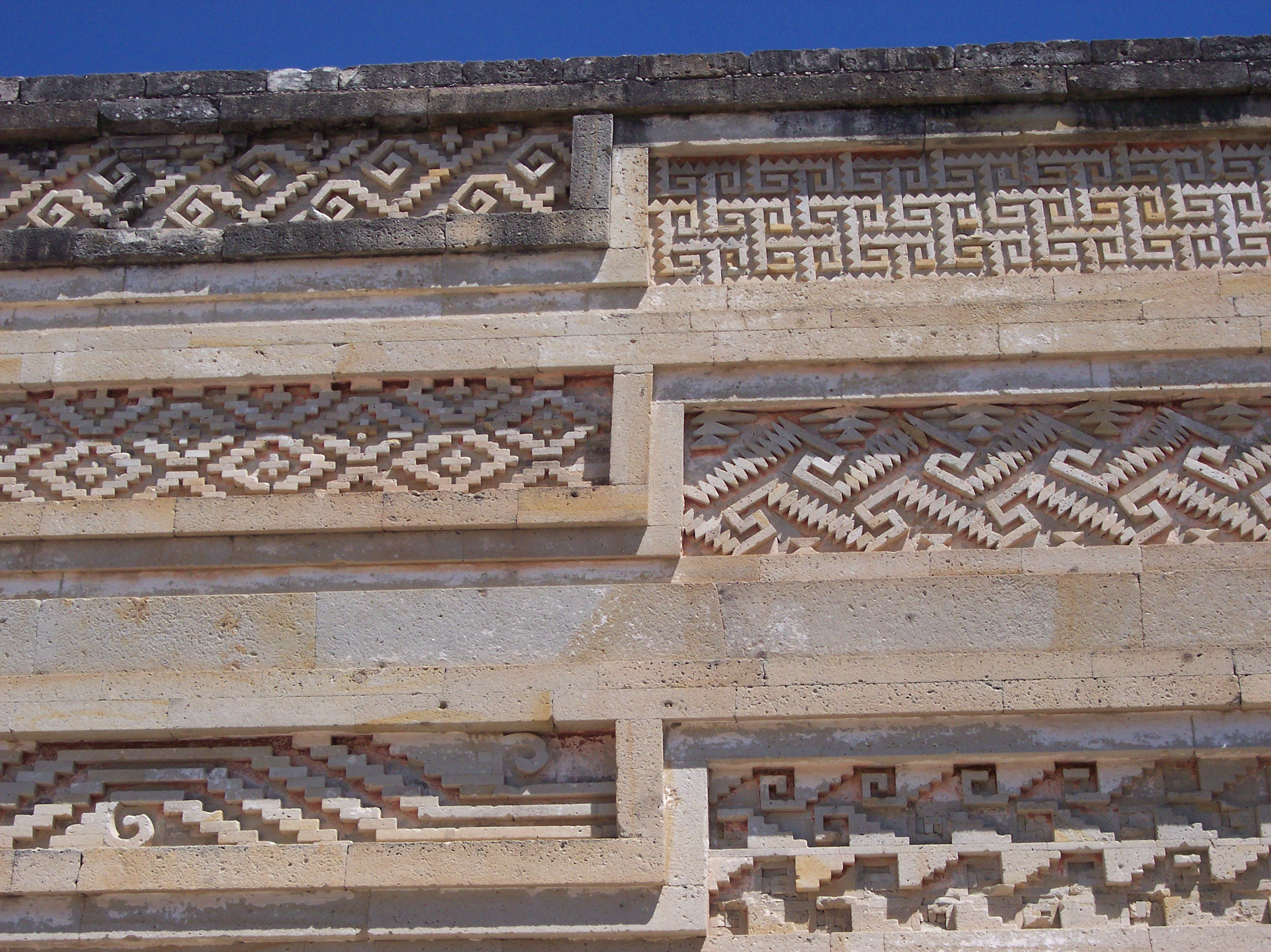
Ornamenty na ścianach pałacu
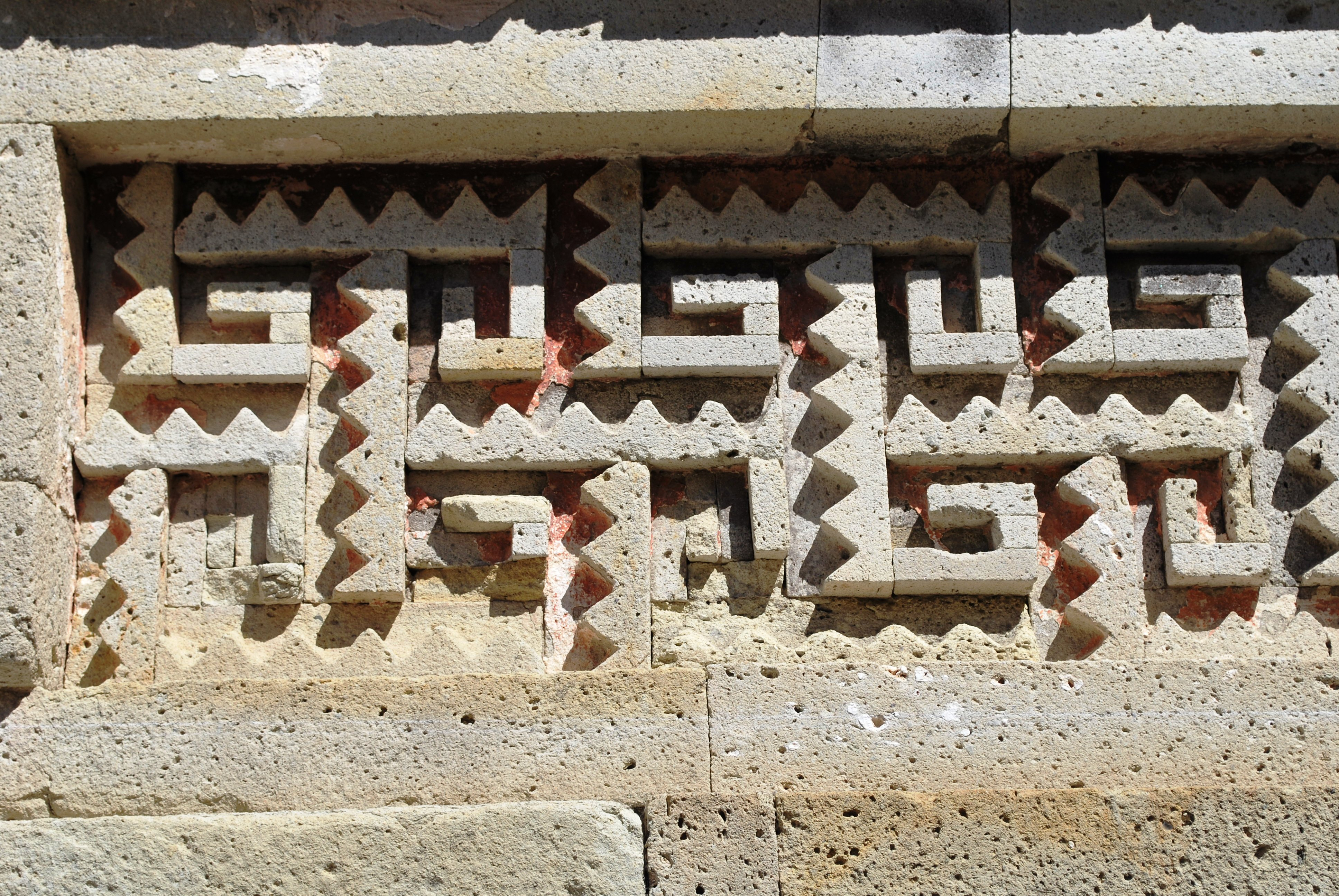
Ornamenty na ścianach pałacu
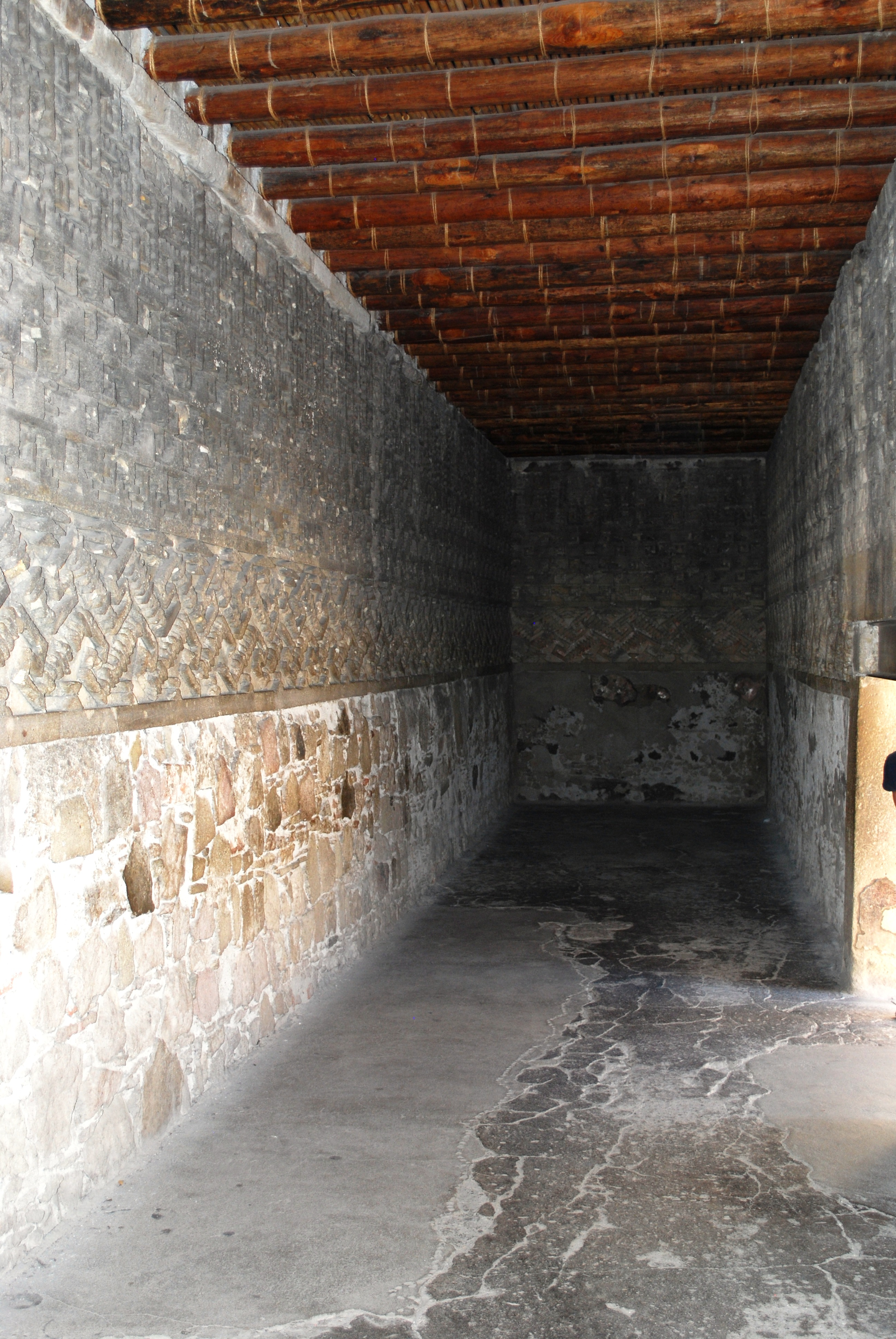
Wnętrze pałacu
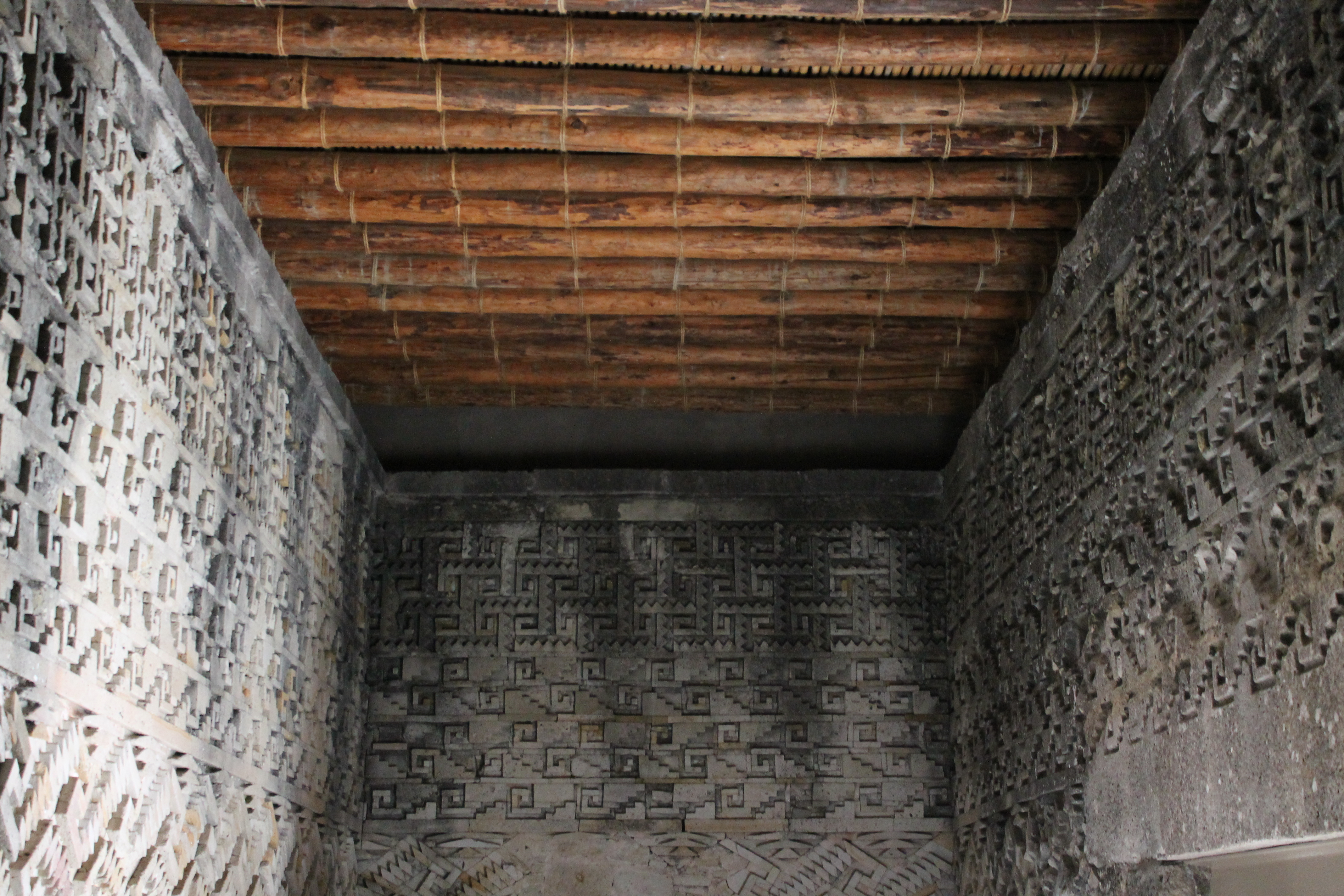
Wnętrze pałacu
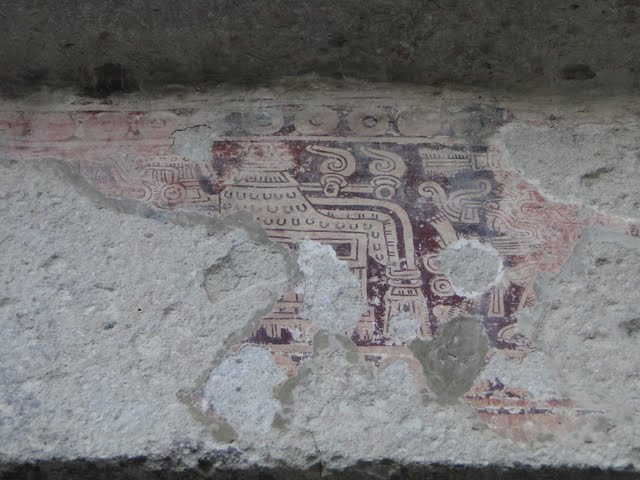
Pozostałości fresków
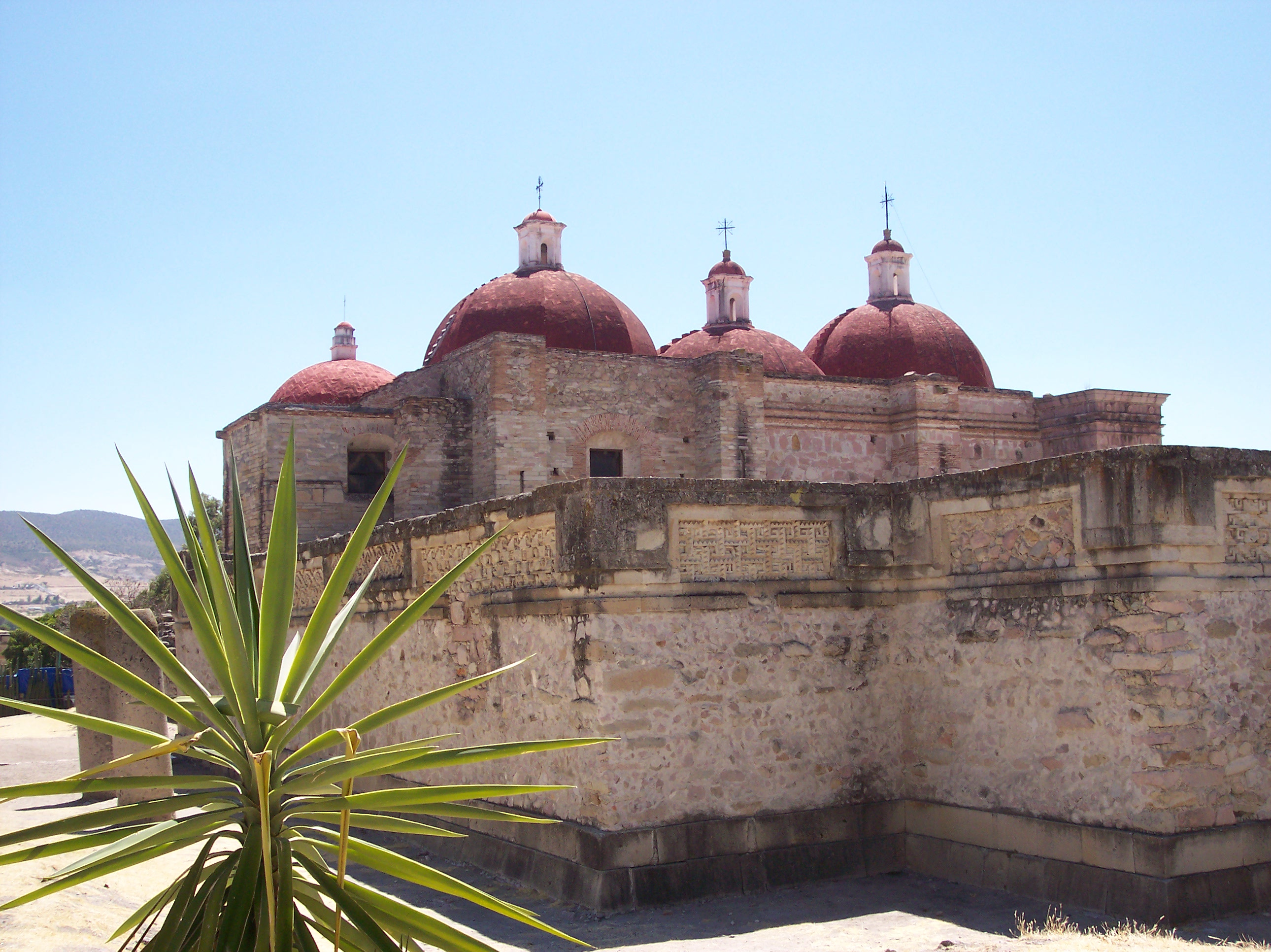
Zabudowania kościoła z epoki kolonialnej